# La Fresnaye-au-Sauvage
La Fresnaye-au-Sauvage foi uma comuna francesa na região administrativa da Normandia, no departamento Orne. Estendia-se por uma área de 11,65 km². Em 2010 a comuna tinha 225 habitantes (densidade: 19,3 hab./km²).
Em 1 de janeiro de 2016, passou a formar parte da nova comuna de Putanges-le-Lac.